# 广东省中医院珠海医院
广东省中医院珠海医院是一家三级甲等医院，位于中华人民共和国广东省珠海市香洲区吉大街道景乐路53号。

## 历史
- 始建于1987年，命名为珠海市中医院。
- 1996年，医院通过评审，成为“国家三级甲等中医医院”。
- 2000年10月，医院成为广东省示范中医院。
- 2002年4月，珠海市政府与广东省中医院签订协议，原珠海市中医院交由广东省中医院管理，更名为“广东省中医院珠海医院”及“广州中医药大学第二临床医学院珠海医院”（人事、财政相对于广州独立）。
- 2018年5月1日，广东省中医院珠海医院新住院大楼正式开业[1]。
- 2021年9月，广东省中医院珠海医院中医药服务能力提升建设项目（一期）正式开工[2]。
- 2022年8月3日，广东省中医院珠海医院中医药服务能力提升建设项目（二期）奠基[3]。

## 称号
- 三级甲等医院
- 广东省示范中医院
- 全国百佳医院

## 附近交通
- 公共汽车：20路、21路、23路、43路